# Ивлев, Андрей Игоревич
Андре́й И́горевич И́влев (род. 21 ноября 2006, Москва) — российский футболист, полузащитник клуба «Пари Нижний Новгород».

## Клубная карьера
Родился в Москве.
Воспитанник академии московского «Динамо». Летом 2021 года перешёл в академию московского «Спартака».
20 февраля 2023 года перешёл в молодёжную команду «Факела». Начиная с сезона 2023/24 стал попадать в заявку основной команды. 
9 августа 2023 года в матче Кубка России против ЦСКА дебютировал в профессиональном футболе. 12 апреля 2024 года продлил контракт с клубом.
11 августа 2024 года сыграл дебютный матч в чемпионате России против клуба «Крылья Советов».
19 июня 2025 года перешёл в «Пари Нижний Новгород», заключив с клубом трёхлетний контракт.

## Карьера в сборной
В июне 2022 года провёл 2 товарищеских матча, в которых забил 2 гола за сборную России (до 16 лет).
C сентября 2022 года стал вызываться в сборную России (до 17 лет). Всего за команду провел 8 матчей и забил 1 гол.
В октябре 2023 года был вызван в сборную России (до 18 лет). 22 октября 2023 года дебютировал в её составе в матче против сборной Узбекистана (до 17 лет).

## Семья
- Ивлев, Никита Игоревич — старший брат, футболист.

## Статистика выступлений
| Выступление      | Выступление      | Выступление      | Лига | Лига | Кубки | Кубки | Итого | Итого |
| Клуб             | Лига             | Сезон            | Игры | Голы | Игры  | Голы  | Игры  | Голы  |
| ---------------- | ---------------- | ---------------- | ---- | ---- | ----- | ----- | ----- | ----- |
| Факел            | РПЛ              | 2023/24          | 0    | 0    | 5     | 0     | 5     | 0     |
| Факел            | РПЛ              | 2024/25          | 21   | 0    | 6     | 0     | 27    | 0     |
| Факел            | Итого            | Итого            | 21   | 0    | 11    | 0     | 32    | 0     |
| Пари НН          | РПЛ              | 2025/26          | 5    | 0    | 2     | 0     | 7     | 0     |
| Пари НН          | Итого            | Итого            | 5    | 0    | 2     | 0     | 7     | 0     |
| Всего за карьеру | Всего за карьеру | Всего за карьеру | 26   | 0    | 13    | 0     | 39    | 0     |